# أشلي فويل
أشلي فويل (بالإنجليزية: Ashley Foyle)‏ هو لاعب كرة قدم بريطاني في مركز الدفاع، ولد في 17 سبتمبر 1986 في شفيلد في المملكة المتحدة. لعب مع نادي أكرينغتون ستانلي ونادي تشيسترفيلد.

## وصلات خارجية
- أشلي فويل على موقع قاعدة بيانات كرة القدم.إي يو (الإنجليزية)
- أشلي فويل على موقع Soccerbase.com (لاعب) (الإنجليزية)